# 江南集團
江南集團有限公司，簡稱江南集團（英語：Jiangnan Group Limited，港交所除牌前：1366.HK），在1997年，由多名投資者創立名為「無錫江南電纜有限公司」。
現時業務在國內和全球經營生產、設計及銷售電力電纜以及電器裝備用電線電纜。股份則在2012年4月20日於港交所主板上市，根據招股書資料，招股價為1.42至2.05港元之間，全球發售為3.848億股，集資額為介乎5.46億至7.89億港元。
董事長及總裁為芮福彬。總部位於中國江蘇省宜興市官林鎮新官東路53號。
2023年，在經通過私有化後，5月23日撤銷上市。

## 連結
- JiangnanGroup.com （页面存档备份，存于）